# Mikuláš Dzurinda
Mikuláš Dzurinda (* 4. února 1955 Spišský Štvrtok) je slovenský politik. V minulosti působil jako předseda vlády Slovenska (1998–2006) a jako ministr zahraničních věcí Slovenské republiky (2010–2012).

## Život
Mikuláš Dzurinda absolvoval Vysokou školu dopravy a spojů v Žilině, kde také získal titul kandidáta věd. Pracoval ve Výzkumném ústavu dopravním, později na oblastním ředitelství Československých státních drah.
Do politiky vstoupil v roce 1990 jako jeden ze zakládajících členů KDH (Kresťanskodemokratické hnutie). Po volbách se stal náměstkem ministra dopravy a pošt SR, ve volbách v roce 1992 se stal poslancem Slovenské národní rady. V roce 1994 byl slovenským ministrem dopravy, pošt a veřejných prací. Po volbách v roce 1994 se stal opozičním poslancem. V roce 1997 se KDH stalo členem opozičního koaličního sdružení Slovenská demokratická koalícia, Dzurinda se 4. července 1998 stal jejím předsedou a po vítězných volbách také poprvé předsedou vlády SR (od 30. října 1998). V lednu 2000 pak založil novou stranu, SDKÚ, ve které se také stal předsedou. Po volbách v roce 2002 sestavil s koaličními partnery KDH, SMK a ANO novou středopravicovou vládu SR. Premiérem SR byl do 4. července 2006, kdy jej vystřídal Robert Fico.
Mikuláš Dzurinda často sportuje, pravidelně se účastní maratonských běhů. Je ženatý, má dvě dcery.
V lednu 2023 oznámil vznik uskupení „Modrá koalícia“, ke kterému došlo přejmenováním strany SPOLU. Uvedl, že má ambici spojit obyvatele a osobnosti, kteří podporují spolupráci zemí v rámci Evropské unie a NATO. 28. února 2023 však spolupráci se stranou Modrá koalícia ukončil.
18. května 2023 založil stranu Modrí – Európske Slovensko. Strana se ve kvazikoalici se stranou Most-Híd 2023 přejmenovala na Modrí, Most-Híd. V parlamentních volbách v roce 2023 získala 0,26 % hlasů. Po volbách strana změnila název na Modrí – ES. V březnu 2024 Dzurindu ve vedení strany vystřídal její dosavadní místopředseda Ľuboš Schwarzbacher.

## Politické funkce
- 1991 – náměstek ministra dopravy a pošt
- 1992 – poslanec za KDH, člen výboru pro rozpočet a finance
- březen 1994 – říjen 1994 – ministr dopravy, pošt a veřejných prací
- 1994–1998 – poslanec za KDH
- 1998–2002 – poslanec za SDK (mandát neuplatnil)
- 2002–2006 – poslanec za SDKÚ (mandát neuplatnil)
- 1998–2006 – předseda vlády Slovenské republiky
- 2006–2010 – poslanec za SDKÚ-DS, člen Zahraničního výboru NR SR
- 2010–2012 – ministr zahraničních věcí Slovenské republiky ve vládě Ivety Radičové